# Once in a LIVEtime
Once In A LIVEtime은 프로그레시브 메탈 밴드 드림 시어터가 발매한 2CD 라이브 앨범이다. 두 번째 라이브 앨범으로, 1997년 앨범 Falling Into Infinity의 곡들을 중심으로 파리 바타클랑에서 열린 공연을 녹음했다.